# Носевич В'ячеслав Леонідович
В'ячеслав Леонідович Носевич (біл. Вячасла́ў Леані́давіч Насе́віч, рос. Вячесла́в Леони́дович Носе́вич, *20 липня 1957 р., м. Вітебськ) — білоруський історик, кандидат історичних наук.

## Життєпис
Народився в сім'ї робітників. Дитинство і юність провів у Мінську.
У 1964–1974 роках навчався в мінській середній школі № 64.
Після закінчення школи вступив на вечірнє відділення факультету журналістики Білоруського державного університету, одночасно працював учнем слюсаря-інструментальника.
У 1975–1977 роках служив в армії СРСР.
У червні 1982 р. завершив навчання в університеті, отримавши диплом журналіста.
У вересні 1982 р. почав наукову діяльність як лаборант з госп.договірної темі сектора археології зон новобудов Інституту історії Академії наук БРСР під керівництвом Георгія Васильовича Штихова.
Далі працював у секторі археології середньовічного періоду під керівництвом Петра Федоровича Лисенка.
Брав участь в археологічних дослідженнях курганів білоруського селища Побузьке, в розкопках середньовічних Вітебська і Слуцька.
Від липня 1986 р. проводив самостійні наукові дослідження працюючи молодшим науковим співробітником Інституту історії. Одночасно захопився комп'ютерним моделюванням історико-демографічних процесів, за результатами досліджень у цій області в 1991 році захистив кандидатську дисертацію в Московському державному університеті на тему «Популяційно-демографічні процеси в епоху нижнього і середнього палеоліту (Досвід комп'ютерного моделювання)».
З липня 1991 р. обіймав посаду молодшого наукового співробітника у відділі спеціальних історичних дисциплін, з наступного року — наукового співробітника в тому ж відділі.
З лютого 1993 р. до грудня 1997 р. працював у Комітеті з архівів та діловодства Республіки Білорусь, очолював відділ державної геральдичної служби.
З лютого 1994 р. розпочав викладацьку діяльність на історичному факультеті Білоруського державного університету та Полоцького державного університету. У різний час читав курси «Генеалогія», «Історична інформатика» та «Освіта Великого князівства Литовського», «технотронне документування».
З січня 1998 р. почав працювати директором Білоруського науково-дослідного центру електронної документації (БелНДЦЕД).
З 2006 р. — головний редактор «Великого історичного атласу Білорусі».

## Праці
- Пачаткі Вялікага княства Літоўскага: Падзеі і асобы [Архівовано 16 листопада 2010 у Wayback Machine.]. — г. Мінск: Полымя, 1993 г. (біл.)
- Генеалагічныя табліцы старадаўніх княжацкіх і магнацкіх беларускіх родаў 12-18 стагоддзяў [Архівовано 16 листопада 2010 у Wayback Machine.]. — г. Мінск: БелЭН, 1993 г. (біл.)
- Традиционная белорусская деревня в европейской перспективе [Архівовано 16 листопада 2010 у Wayback Machine.]. — г. Минск: Тэхналогія, 2004 г. — 350 с. — ISBN 985-458-096-2. (рос.)